# Фјуме Таво (Пескара)
Фјуме Таво (итал. Fiume Tavo) је насеље у Италији у округу Пескара, региону Абруцо.
Према процени из 2011. у насељу је живело 70 становника. Насеље се налази на надморској висини од 39 м.